# Canua
Canua ist eine Tourenplanungs- und Navigations-App für Kanusportler, SUP-Paddler und Ruderer. Die Software bietet die Möglichkeit, Wassersport-Touren vorab auf dem Smartphone oder Tablet zu planen, diese während der Tour zu tracken und anschließend zu teilen.
Datengrundlage von Canua ist eine redaktionell betreute Gewässerdatenbank, die 2024 etwa 5.000 europäische Gewässer mit ca. 200.000 für den Wassersport relevanten POIs enthielt. Dies sind unter anderem Ein- und Aussetzstellen, Wehre und Brücken, Rast- und Campingplätze sowie Sperrungen und Gefahrenstellen und basiert auf den Flussführern des Deutschen Kanu-Verbandes.  Zudem können Touristikanbieter in der Karte als Partner erscheinen. Im Mai 2024 hatte die App nach Angaben der Betreiber 180.000 Installationen.
Die App zeigt den Verlauf der erfassten Gewässer sowie die einzelnen POIs vor dem Hintergrund einer OSM-Karte an. Eine Gewässerliste zeigt zudem alle erfassten Flüsse, Seen und Kanäle mit kanuspezifischen Informationen an. Bei Auswahl eines Start- und Zielpunktes zeigt die App gewässerübergreifend die Entfernung und geschätzte Fahrtdauer an. Die so geplante Route kann im Vorfeld abgespeichert werden.
Neben der Routenplanungs- und Navigationsfunktion bietet die Anwendung auch die Möglichkeit, aufgezeichnete GPX-Tracks zu exportieren. Über eine Schnittstelle können Tracks in das elektronische Fahrtenbuch (eFB) des Deutschen Kanu-Verbandes hochgeladen werden, wo diese für die Teilnahme am DKV-Wandersportabzeichen verwendet werden können. Darüber hinaus werden bebilderte Tourenvorschläge aus Büchern des DKV-Verlags angeboten.
Die App wird für iOS und Android angeboten, eine Desktop-Version existiert nicht. Die Grundversion ist kostenlos, es gibt zudem eine Premium-Version mit Offline-Karten und verbesserter Tourenplanung. Die iOS-Version wurde 2017 gelauncht, die Android-Version steht seit 2019 zur Verfügung.